# Anisopodus haliki
Anisopodus haliki är en skalbaggsart som beskrevs av Martins 1974. Anisopodus haliki ingår i släktet Anisopodus och familjen långhorningar. Inga underarter finns listade i Catalogue of Life.